# Syriana
Syriana er en amerikansk politisk thriller instrueret og skrevet af Stephen Gaghan og med Steven Soderbergh og skuespiller George Clooney som producere. Filmen er løst baseret på Robert Baers See No Evil. Rollelisten tæller udover George Clooney også Matt Damon, Jeffrey Wright, Chris Cooper, Amanda Peet, William Hurt og Christopher Plummer. George Clooney vandt en Oscar for bedste mandlige birolle og Stephen Gaghan blev nomineret til en Oscar for bedste filmatisering.

## Medvirkende
- Matt Damon
- George Clooney
- Amanda Peet
- Jeffrey Wright
- Chris Cooper
- Christopher Plummer
- William Hurt
- Tim Blake Nelson
- Robert Baer
- Mazhar Munir
- Alexander Siddig

## Modtagelse
På Rotten Tomatoes er konsensus: "Ambitious, complicated, intellectual, and demanding of its audience, Syriana is both a gripping geopolitical thriller and wake-up call to the complacent", med en friskhedsprocent på 72% og 76 på Metacritic.

## Priser og nomineringer
- Oscars (uddelt 2006)
  - Oscar for bedste mandlige birolle (George Clooney), vandt
  - Oscar for bedste originale manuskript (Stephen Gaghan), nomineret

- BAFTA Awards (uddelt 2006)
  - Bedste mandlige birolle (George Clooney), nomineret

- Golden Globe Awards (uddelt 2006)
  - Bedste mandlige birolle (George Clooney), vandt
  - Bedste soundtrack (Alexandre Desplat), nomineret

## Ekstern henvisning
- Syriana på Internet Movie Database (engelsk)
- Syriana på Filmdatabasen
- Syriana på Scope
- Syriana i Svensk Filmdatabas (svensk)
- Syriana på AlloCiné (fransk)
- Syriana på MovieMeter (nederlandsk)
- Syriana på AllMovie (engelsk)
- Syriana hos American Film Institute (engelsk)
- Syrianas profil hos Encyclopædia Britannica Online (engelsk)
- Syriana på Turner Classic Movies (engelsk)
- Syriana på Box Office Mojo